# Matveï Mitchkov
Matveï Andreïevitch Mitchkov - en russe : Матве́й Андре́евич Мичко́в et en anglais : Matvei Michkov - (né le 9 décembre 2004 à Perm dans l'oblast de Perm en Russie) est un joueur professionnel russe de hockey sur glace. Il évolue au poste d'attaquant.

## Biographie

### Carrière en club
Formé au Molot Prikamie Perm, il rejoint les équipes de jeunes du Lokomotiv Iaroslavl puis du SKA Saint-Pétersbourg. Il débute en junior avec le SKA-Variagui Saint-Pétersbourg dans la MHL en 2020. Le 2 septembre 2021, il joue son premier match en senior dans la KHL avec le SKA Saint-Pétersbourg face au Severstal Tcherepovets. Le 6 septembre, lors de son troisième match, il enregistre ses trois premiers points avec deux buts et une assistance face à l'Admiral Vladivostok. Il remporte la Coupe Kharlamov 2022 avec le SKA-1946. Il est choisi au 1er tour, en 7e position par les Flyers de Philadelphie lors du repêchage d'entrée dans la LNH 2023. Le 11 octobre 2024, il joue son premier match dans la Ligue nationale de hockey avec les Flyers chez les Canucks de Vancouver. Il marque ses deux premiers buts le 15 octobre 2024 face aux Oilers d'Edmonton.

### Carrière internationale
Il représente la Russie au niveau international. Il prend aux sélections jeunes. Il remporte également la médaille d'or avec la Russie lors des Jeux olympiques de la jeunesse d'hiver de 2020.

## Trophées et honneurs personnels

### Jeux olympiques de la jeunesse
- 2020 : termine meilleur buteur.
- 2020 : termine meilleur pointeur.

### Championnat du monde moins de 18 ans
- 2021 : nommé meilleur joueur.
- 2021 : nommé meilleur attaquant.
- 2021 : nommé dans l'équipe type.
- 2021 : termine meilleur pointeur.
- 2021 : termine meilleur buteur.

### MHL
- 2020-2021 : termine meilleur buteur.
- 2021-2022 : termine meilleur buteur des séries éliminatoires.

### LNH
- 2024-2025 : nommé recrue du mois d'octobre

## Statistiques

### En club
| Saison    | Équipe                 | Ligue |                   | Saison régulière  | Saison régulière  | Saison régulière  | Saison régulière  | Saison régulière |    | Séries éliminatoires | Séries éliminatoires | Séries éliminatoires | Séries éliminatoires | Séries éliminatoires |
| Saison    | Équipe                 | Ligue | PJ                | B                 | A                 | Pts               | Pun               | PJ               | B  | A                    | Pts                  | Pun                  |                      |                      |
| 2020-2021 | SKA-Variagui           | MHL   | 6                 | 3                 | 1                 | 4                 | 2                 | -                | -  | -                    | -                    | -                    |                      |                      |
| 2020-2021 | SKA-1946               | MHL   | 50                | 35                | 17                | 52                | 45                | 5                | 1  | 2                    | 3                    | 6                    |                      |                      |
| 2021-2022 | SKA-1946               | MHL   | 22                | 22                | 16                | 38                | 22                | 17               | 13 | 4                    | 17                   | 16                   |                      |                      |
| 2021-2022 | SKA-Variagui           | MHL   | 6                 | 8                 | 5                 | 13                | 2                 | -                | -  | -                    | -                    | -                    |                      |                      |
| 2021-2022 | SKA Saint-Pétersbourg  | KHL   | 13                | 2                 | 3                 | 5                 | 0                 | -                | -  | -                    | -                    | -                    |                      |                      |
| 2022-2023 | SKA Saint-Pétersbourg  | KHL   | 3                 | 0                 | 0                 | 0                 | 2                 | -                | -  | -                    | -                    | -                    |                      |                      |
| 2022-2023 | SKA-Neva               | VHL   | 12                | 10                | 4                 | 14                | 4                 | -                | -  | -                    | -                    | -                    |                      |                      |
| 2022-2023 | HK Sotchi              | KHL   | 27                | 9                 | 11                | 20                | 14                | -                | -  | -                    | -                    | -                    |                      |                      |
| 2022-2023 | Kapitan Stoupino       | MHL   | 0                 | 0                 | 0                 | 0                 | 0                 | 5                | 4  | 3                    | 7                    | 27                   |                      |                      |
| 2023-2024 | SKA Saint-Pétersbourg  | KHL   | 1                 | 0                 | 0                 | 0                 | 0                 | -                | -  | -                    | -                    | -                    |                      |                      |
| 2023-2024 | HK Sotchi              | KHL   | 47                | 19                | 22                | 41                | 26                | -                | -  | -                    | -                    | -                    |                      |                      |
| 2024-2025 | Flyers de Philadelphie | LNH   | Saison en cours ? | Saison en cours ? | Saison en cours ? | Saison en cours ? | Saison en cours ? |                  |    |                      |                      |                      |                      |                      |

### En équipe nationale
| Année | Compétition                          |   | PJ | B | A  | Pts | Pun | +/-               |  | Résultat |
| 2021  | Championnat du monde moins de 18 ans | 7 | 12 | 4 | 16 | 4   | +7  | Médaille d'argent |  |          |